# Delikat
delikat (Delikat, «Делика́т») — предприятия розничной торговли в ГДР, специализировавшиеся на продаже продовольственных товаров «взыскательного спроса».
Первые магазины Delikat открылись в 1966 году, после открытия в 1962 году аналогичных магазинов модной одежды Exquisit. В 1978 году их количество было увеличено со 109 до 250 предприятий. В ассортименте магазинов Delikat были представлены продукты питания и деликатесы, в основном производства ГДР, в том числе экспортные, а также другие дефицитные товары, иногда в «западной» упаковке или западногерманских торговых марок. Часто эти товары производились в ГДР по лицензии. 
Уровень цен на большинство товаров в системе Delikat значительно превышал цены в обычных магазинах ГДР, тем не менее, не обязательно гарантировал более высокое качество предлагаемых товаров. 
Ассортимент магазинов Delikat стал расширяться одновременно с исчезновением ряда продуктов питания с прилавков обычных продуктовых магазинов с конца 1970-х годов. Это могло быть обусловлено как политической необходимостью сохранить стабильность цен на продукты питания, так и стремлением сократить возрастающий денежный оборот и тем самым скрыть рост инфляции в стране (в 1974—1989 гг. цены в розничной торговле ГДР возрастали в среднем почти на 3%).